# Delirium tremens
Delirium tremens (av latin delirus, ’förryckt, urspårad’, och tremo, "darra"), ibland förkortat DT, är ett syndrom som bland annat yttrar sig i form av skakningar och hallucinationer, och som uppkommer som komplikation till i första hand alkoholberoende eller alkoholism. Det klassificeras som ett alkoholbetingat psykotiskt syndrom. 
Delirium tremens kan uppträda 24 till 72 timmar efter ett avbrott i en längre tids dagligt missbruk av alkohol. Det kan även uppkomma vid överdos av tricykliska antidepressiva och är i så fall livshotande. För att diagnosen skall kunna ställas krävs att personen har ett konfusionstillstånd (förvirringstillstånd) med svårigheter att orientera sig till tid, rum, situation och person. Delirium tremens är ett livshotande tillstånd med risk för cirkulationskollaps om behandling med lugnande mediciner inte sätts in. Vanligen används höga doser bensodiazepiner, neuroleptika eller en kombination av dessa för att bringa personen i sömn vilket är behandlingens mål. I särskilt svåra fall kan propofol eller andra narkospreparat behövas.
Initialt ses abstinenssymtom som tremor främst i händerna, irritabilitet, sömnlöshet och kräkningar. Personlighetsförändringar är vanliga. Därefter inträder en karakteristisk plockighet, vanföreställningar, stark oro och konfusion samt syn- och hörselhallucinationer. Mest framträdande är en påtagligt förhöjd pulsfrekvens, men även ökat blodtryck och måttlig temperaturökning är vanligt. 
En folklig förvrängning av delirium tremens är dille, som dock även kan användas i överförd bemärkelse med en mildare innebörd än alkoholism – exempelvis om någon påstådd vanföreställning, som inte alls behöver vara sjukligt betingad, eller om utpräglat intresse för något av vad slag som helst.
Bland missbrukare används den ospecifika definitionen "tuppjuck" som oftast förefaller beskriva DT.